# 1948年の宝塚歌劇公演一覧
本項目では、1948年の宝塚歌劇公演一覧（1948ねんのたからづかかげきこうえんいちらん）について示す。

## 一覧
（）内は、作者または演出者名。

### 宝塚公演

#### 月組
- 1月1日 - 1月30日　宝塚大劇場
  - 『悪たれ』（水田茂）
  - 『ヴェネチア物語』（高崎邦祐　構成・演出）

#### 花組
- 1月1日 - 1月7日　宝塚中劇場
  - 『さらば青春』（内村禄哉）
  - 『ミモザの花』（内海重典）

#### 雪組
- 2月1日 - 2月29日　宝塚大劇場
  - 『早春譜』（二世西川鯉三郎案、内海重典　構成・演出）
  - 『ヴェネチア物語』（高崎邦祐　構成・演出）

#### 花組
- 3月2日 - 3月30日　宝塚大劇場
  - 『になひ文』（水田茂）
  - 『レインボーの歌』（内海重典）

#### 月組
- 4月1日 - 4月29日　宝塚大劇場
  - 『陽気な街』（内海重典）
  - 『春のをどり<大津絵>』（楳茂都陸平　構成）

#### 花組
- 5月1日 - 5月29日　宝塚大劇場
  - 『田舎源氏』（小野晴通）
  - 『ハリウッドに栄光あれ』（内村禄哉）

#### 雪組
- 6月1日 - 6月29日　宝塚大劇場
  - 『アルルの女』（内海重典　脚本・演出）　
  - 『銀之亟一番手柄』（水田茂）

#### 花組
- 7月4日 - 7月30日　宝塚大劇場
  - 『太刀盗人』（水田茂）　
  - 『再び君が胸に』（堀正旗）

#### 雪組
- 8月1日 - 8月30日　宝塚大劇場
  - 『彌次喜多道中記』（水田茂）
  - 『二つの顔』（岡田恵吉）

#### 月組
この公演から期間が20日間に（翌年8月まで）
- 9月1日 - 9月20日　宝塚大劇場
  - 『香妃』（香村菊雄）　
  - 『ブルーヘヴン』（内村禄哉）

#### 星組
- 9月22日 - 10月11日　宝塚大劇場
  - 『夜鶴双紙』（小野晴通）
  - 『アロハ・オエ』（内村禄哉）

#### 雪組
- 10月13日 - 11月3日　宝塚大劇場
  - 『夜鶴双紙』（小野晴通）
  - 『アロハ・オエ』（内村禄哉）

#### 月組
- 11月6日 - 11月29日　宝塚大劇場
  - 『二人袴』（錢谷信昭）
  - 『アロハ・オエ』（内村禄哉）

#### 花・星組
- 12月1日 - 12月23日　宝塚大劇場
  - 『葛の葉』（小野晴通）
  - 『アデュウ一九四八年』（宝塚文芸部　作、康本晋史　構成・演出）

### 東京公演

#### 雪組
- 3月25日 - 4月25日　日本劇場
  - 『五人道成寺』（水田茂）
  - 『リラの花咲く頃』（堀正旗）

- 4月29日 - 5月10日　江東劇場
  - 『南の哀愁』（内海重典）
  - 『カプリチオ・エスパニョール』（出口節子　構成）

#### 月組
- 7月1日 - 7月26日　日本劇場
  - 『傀儡船』（小野晴通）
  - 『モン・パリ』（白井鐡造　演出）

- 7月30日 - 8月15日　江東劇場
  - 『長安の月』（香村菊雄）
  - 『ヴェネチア物語』（高崎邦祐　構成・演出）

#### 花組
- 10月6日 - 11月1日　日本劇場
  - 『素襖落』（水田茂）
  - 『ミモザの花』（内海重典）

#### 雪組
- 11月14日 - 11月29日　江東劇場
  - 『アルルの女』（内海重典　脚本・演出）
  - 『プリマヴェラ』（高崎邦祐）

### 宝塚・東京以外の公演

#### 花組
- 1月18日　京都
  - 『山の悲劇』（岸田辰彌）
  - 『娘道成寺』（錢谷信昭）
  - 『ソング・オブ・スターズ』（内海重典）

- 1月23日 - 1月25日　姫路
  - 『さらば青春』（堀正旗）
  - 『芦刈』（小野晴通）
  - 『カプリチオ・エスパニョール』（出口節子）

- 1月31日 - 2月2日　宇治山田、鳥羽
  - 『さらば青春』（堀正旗）
  - 『芦刈』（小野晴通）
  - 『カプリチオ・エスパニョール』（出口節子）

- 2月4日 - 2月11日　名古屋宝塚劇場
  - 『さらば青春』（堀正旗）
  - 『ミモザの花』（内海重典）

#### 月組
- 2月10・11日　篠山
  - 『芦刈』（小野晴通）
  - 『守銭奴』（坪内士行）
  - 『寶塚フェスティバル』（玉田祐三）

- 2月15日　京都
  - 『芦刈』（小野晴通）
  - 『守銭奴』（坪内士行）
  - 『寶塚フェスティバル』（玉田祐三）

#### 花組
- 2月13日・14日　静岡
  - 『戀の藥』（内海重典）
  - 『山の悲劇』（岸田辰彌）
  - 『娘道成寺』（錢谷信昭）
  - 『ソング・オブ・スターズ』（康本晋史）

#### 月組
- 2月26日 - 2月29日　京都・新聞会館
  - 『芦刈』（小野晴通）
  - 『守銭奴』（森英流）
  - 『寶塚フェスティバル』（康本晋史）

- 3月7日　池田
  - 『棒しばり』（水田茂）
  - 『藤娘』
  - 『スプリング・ポエジー』

#### 花組
- 4月2日 - 4月9日　大阪・毎日会館
  - 『赤頭巾と狼』（内村禄哉）
  - 『長安の月』（香村菊雄）

#### 月組
- 5月1日 - 5月3日　金沢
  - 『寿式三番』
  - 『山の悲劇』（岸田辰彌）
  - 『棒しばり』（水田茂）
  - 『ソング・オブ・スターズ』（康本晋史）

- 5月5日 - 5月18日　名古屋宝塚劇場
  - 『千姫』（小野晴通）
  - 『モン・パリ』（白井鐡造）

- 5月19日 - 5月23日　豊橋・豊橋大劇場、静岡
  - 『傀儡船』（小野晴通）
  - 『守銭奴』（森英流）
  - 『寶塚フェスチバル』（玉田祐三）

- 5月21日・22日　大阪・中央公会堂
  - 『傀儡船』（小野晴通）
  - 『陽気な街』（内海重典）
  - 『スプリングポエジー』

- 5月25日　京都・華頂会館
  - 『傀儡船』（小野晴通）
  - 『陽気な街』（内海重典）
  - 『スプリングポエジー』

- 6月6日　神戸・魚崎
  - 『傀儡船』（小野晴通）
  - 『守銭奴』（森英流）
  - 『寶塚フェスチバル』（玉田祐三）

#### 花組
- 6月6日 - 6月14日　大阪・毎日会館
  - 『南蠻寺記』（小野晴通）
  - 『棒しばり』（水田茂）
  - 『宝塚フェスチバル』（玉田祐三）

- 6月16日　四国地方
  - 『陽気な街』（内海重典）

#### 雪組
- 7月8日 - 7月15日　名古屋宝塚劇場
  - 『アルルの女』（内海重典）
  - 『銀之丞一番手柄』（水田茂）

#### 花組
- 7月21日 - 7月25日　姫路
  - 『陽気な街』（内海重典）

- 7月31日 - 8月2日 奈良
  - 『陽気な街』（内海重典）

- 8月8日 - 8月22日　札幌、小樽、函館
  - 『傀儡船』（小野晴通）
  - 『になひ文』（水田茂）
  - 『寶塚行進曲』（宝塚文芸部）

#### 雪組
- 9月14日 - 9月24日　南海紀州地方
  - 『人格者』（堀正旗）
  - 『娘道成寺』（錢谷信昭）
  - 『オータム・セレナーデ』（玉田祐三）

#### 月組
- 9月29日 - 10月8日　名古屋宝塚劇場
  - 『長安の月』（香村菊雄）
  - 『陽気な街』（内海重典）

#### 星組
- 10月16日・17日　茨木

#### 雪組
- 11月6日　大阪・大手前会館
  - 『娘道成寺』（錢谷信昭）
  - 『人格者』（堀正旗）
  - 『オータム・セレナーデ』（玉田祐三）

#### 星組
- 11月7日 - 11月15日　大阪・朝日劇場
  - 『ふるさとの記』
  - 『コルシカの決闘』

#### 雪組
- 12月12日　埼玉・本庄町
  - 『娘道成寺』（錢谷信昭）
  - 『人格者』（堀正旗）
  - 『オータム・セレナーデ』（玉田祐三）